# Església de Sant Francesc Xavier de Nagasaki
L'església de Sant Francesc Xavier de Nagasaki (聖フランシスコ・ザビエル教会, Sei Furanshisuko Zabieru Kyōkai), també coneguda com l'Església de Kaminoshima (神ノ島教会, Kaminoshima Kyōkai) és un temple de l'Església Catòlica Apostòlica i Romana a Nagasaki, Japó. Es troba localitzada al barri de Kaminoshima, al districte de Kosakaki, a la part central de la ciutat.

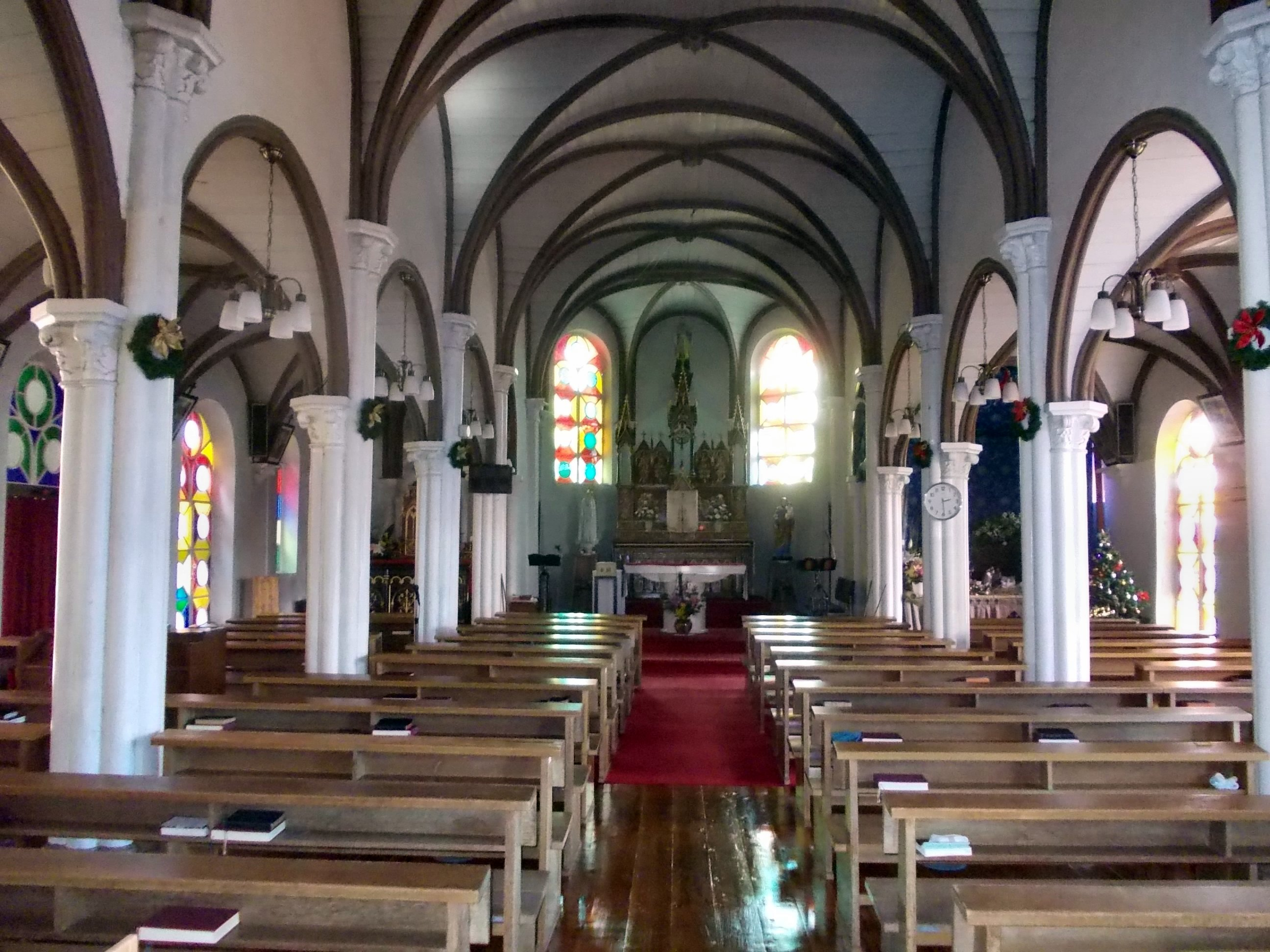
Interior de l'església

Kaminoshima, que és a l'entrada del port de Nagasaki, va ser una illa remota fins que va ser guanyada a la mar a la dècada del 1960 i connectada amb el continent de Kyūshū.
Després del descobriment dels cristians ocults o Kakure Kirishitan pel pare Petitjean a finals del període Edo, Masakichi Nishi, un pescador de l'illa, va visitar Mossèn Petitjean de la Basílica d'Ōura, i li explica que hi ha molts cristians amagats a l'illa. Després de confessar-ho, els cristians amagats a l'illa de Déu tornen a l'Església catòlica. En aquella època, hi ha la teoria que tots els illencs eren cristians amagats.
L'any 1876, el pare Breer de la Societat de Missions Estrangeres de París va arribar a Kaminoshima, es va establir una església temporal i l'any 1881, el seu successor, el pare Rage, va construir una església de fusta a la ubicació actual. L'església de maó actual va ser dissenyada i construïda pel pare Durand, que va arribar a la zona l'any 1892, i es va acabar l'any 1897. Inicialment arrebossat, posteriorment es va reformar amb calç i ciment per donar-li l'aspecte blanc actual.
És una de les fites del port de Nagasaki perquè es pot veure l'església des dels vaixells que arriben i surten del port de Nagasaki.